# شارلوت ووكر
شارلوت ووكر (بالإنجليزية: Charlotte Walker)‏ هي ممثلة أمريكية، ولدت في 29 ديسمبر 1876 بغالفستون في الولايات المتحدة، وتوفيت في 23 مارس 1958 بكيرفيل في الولايات المتحدة.

## وصلات خارجية
- شارلوت ووكر على موقع IMDb (الإنجليزية)
- شارلوت ووكر على موقع قاعدة بيانات برودواي على الإنترنت (الإنجليزية)
- شارلوت ووكر على موقع قاعدة بيانات الفيلم (الإنجليزية)